# 九字護身法
九字護身法（くじごしんぼう）とは、主に修験道において「臨・兵・闘・者・皆・陣・列・在・前」の九字の呪文と九種類の印によって除災戦勝等を祈る作法である。この行為は九字を切る（くじをきる）、九字切り（くじきり/くじぎり）とも表現される。仏教（密教）で正当に伝えられる作法ではなく、道教の六甲秘呪という九字の作法が修験道に混入し、その他の様々なものが混在した日本独自の作法である。

## 由来
六甲秘呪は『抱朴子』内篇第四「登渉篇」に晋の葛洪が「臨・兵・闘・者・皆・陣・烈・前・行」と唱えたとある。
日本での九字作法は、独股印を結んで口で「臨」と唱え、順次に大金剛輪印、外獅子印、内獅子印、外縛印、内縛印、智拳印、日輪印、宝瓶印（別称：隠形印）を結び、「臨・兵・闘・者・皆・陣・列・在・前」を唱える。次に刀印を結んで四縦五横の格子状に線を空中に書く。
道教では縦横法と称し、修験道等では俗に「九字を切る」と称する。
修験道では九種類の印にそれぞれ、毘沙門天・十一面観音・如意輪観音・不動明王・愛染明王・聖観音・阿弥陀如来・弥勒菩薩・文殊菩薩を本地仏に配当する説がある。ただし不動明王の印である独股印が毘沙門天、金剛界大日如来である智拳印が阿弥陀如来など、印の形と本地仏とは関連性のない配当がされており根拠は不明である。また外獅子印、内獅子印の二つはインド撰述の密教経典には見られない、日本独自の印である。
そのほかに天照皇大神・八幡大菩薩・春日大明神・加茂大明神・稲荷大明神・住吉大明神・丹生大明神・日天子・摩利支天を配当する説もある。
九字は中世には護身、戦勝の利益があるとして、武人が出陣の際の祝言に用いるようにもなり、やがて忍者の保身の呪術としても使われた。
また日蓮系統の法華行者では、日栄の『修験故事便覧』による法華経序品の「令百由旬内無諸衰患」を九字とする説に基づいて、格子状の九字を切る作法が相承される。

日本には忍者が結ぶ印の基になった、戦場に臨む武士が行う修法「摩利支天の法」（まりしてんのほう）が存在し、摩利支天は武士の守り本尊として鎌倉時代から武士に人気があった。方法は、右手と左手の人差し指と中指をそれぞれ立て、右手を刀、左手を鞘に見立て、右手で空中を切る。空中を切った後、刀に見立てた右手指は、鞘に見立てた左手に納める。
明治以降、大東流合気柔術の創始者武田惣角は、修験道の九字護身法を修行した。九字切り、気合術（気合・合気）、不動金縛り法、足止め術は関連性がある。2023年、会津の易師中川万之丞の遺品が公開され、冊子「呪法」に九字の秘印の五横四縦、五芒星、信者に与えた呪符に五横四縦をアレンジした九字がある。不動金縛り法、足止め術の記述もあり、近村の武田惣角に教えた状況証拠が確認された。

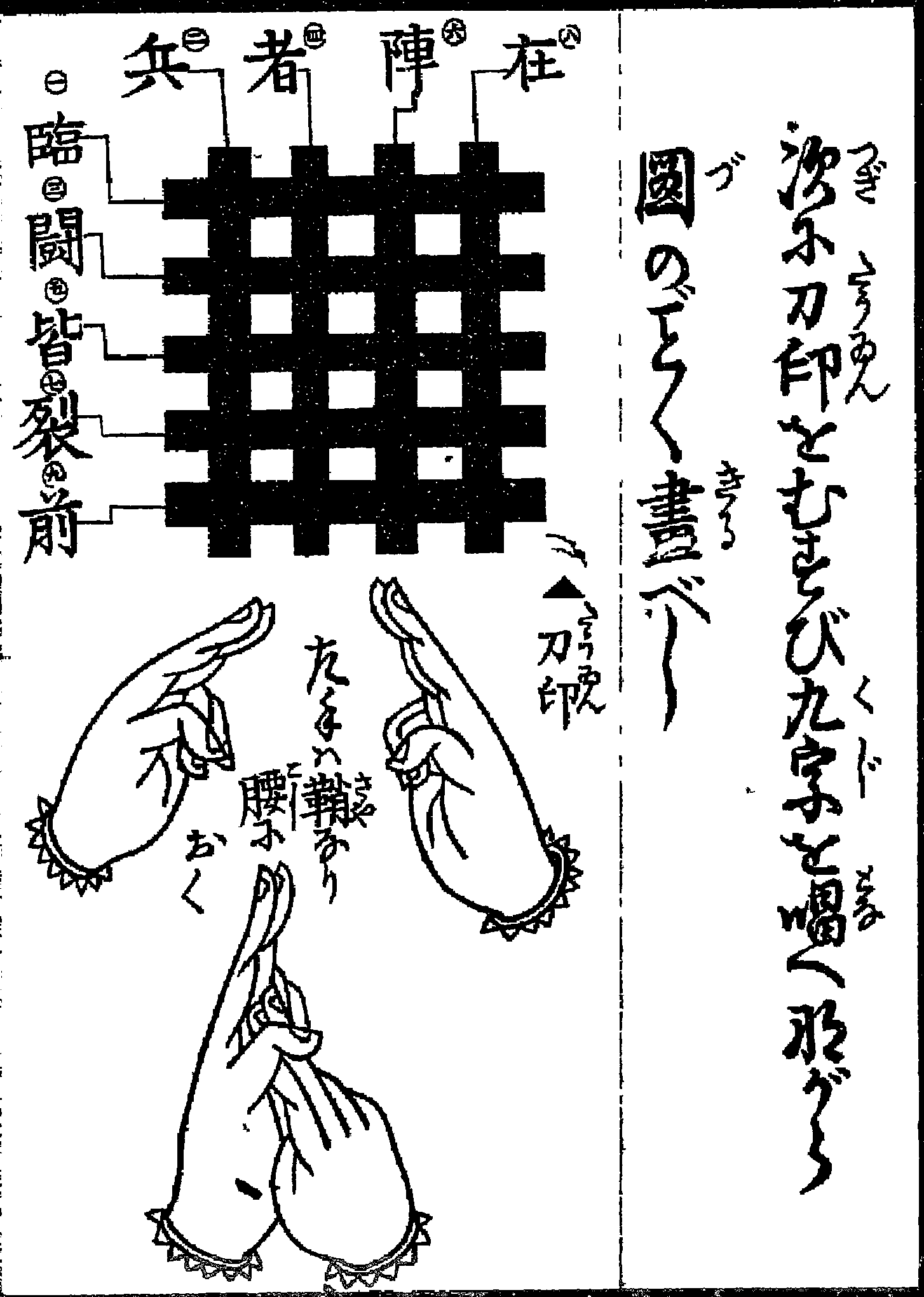
九字（『九字護身法』 博文堂庄左衛門 1881年2月）

もっとも素人が九字護身法を切ることはいけないとされ、修行を積んだもののみがゆるされるとされる。